# Reux
Reux – miejscowość i gmina we Francji, w regionie Normandia, w departamencie Calvados.
Według danych na rok 1990 gminę zamieszkiwały 263 osoby, a gęstość zaludnienia wynosiła 36 osób/km² (wśród 1815 gmin Dolnej Normandii Reux plasuje się na 628. miejscu pod względem liczby ludności, natomiast pod względem powierzchni na miejscu 695.).